# 719 Albert
719 Albert è un asteroide near-Earth. Scoperto nel 1911, presenta un'orbita caratterizzata da un semiasse maggiore pari a 2,6289978 UA e da un'eccentricità di 0,5520365, inclinata di 11,54890° rispetto all'eclittica.
Il suo nome è in onore di Albert Freiherr von Rothschild, benefattore dell'Osservatorio di Vienna.
Non più osservato dopo il 1911, venne considerato perso fino al 2000 quando, ultimo tra gli asteroidi già numerati, venne nuovamente identificato da Jeffrey A. Larsen .